# Tim Garner
Pour les articles homonymes, voir Garner.
Tim Garner, né le 24 avril 1970, est un joueur professionnel de squash représentant l'Angleterre. Il atteint le 26e rang mondial en février 1998, son meilleur classement.

## Biographie
En 1991, il obtient un diplôme en sciences du sport à l'université de Loughborough. Au cours de sa carrière active, il  fonde une entreprise de marketing sportif avec Peter Nicol, entre autres, qui commercialise le tournoi English Open et le Canary Wharf Squash Classic.
Son frère Ben Garner est également joueur de squash professionnel de squash. 

## Palmarès

### Titres
- Open de Colombie : 1996

### Finales
- Open de Dayton : 2002
- Open de Colombie : 2000
- Open de Pittsburgh : 1997